# 名取和彦
名取 和彦（なとり かずひこ、1953年12月8日 - ）は、山梨県西八代郡市川大門町（現・市川三郷町）出身の元プロ野球選手（投手）。

## 来歴・人物
甲府商業高では3年次の1971年に夏の甲子園県予選準々決勝に進むが、市川高に敗退。高校同期に若林憲一がいた。
高校卒業後は1972年に明治大学へ進学し、東京六大学野球リーグでは3年次の1974年から同期の丸山清光（朝日新聞）と投の二本柱として活躍。4年次の1975年春季リーグでは6勝2敗・防御率1.67の好成績を記録し、江川卓らのいた法大に競り勝ち優勝に貢献。同年の全日本大学野球選手権大会では準決勝で中畑清らのいた駒大に惜敗するが、直後の第4回日米大学野球選手権大会日本代表に丸山と共に選出された。明大は同75年の秋季リーグでも連続優勝を飾り、第6回明治神宮野球大会で駒大を下し優勝するが、膝を故障し活躍できなかった。他の大学同期に捕手の荒井信久（神戸製鋼－明大監督）がいる。
大学卒業後は1976年に日産自動車へ入社し、倍賞明監督の指導を受ける。1979年の都市対抗では2勝を挙げ準決勝に進出するが、熊谷組の小林秀一に抑えられ敗退した。この時のチームメートに藤田康夫、中田良弘両投手がいる。
1979年のドラフトで岡田彰布の外れ1位で南海ホークスに入団し、1年目の1980年から即戦力として起用される。直球とカーブ、シュート、チェンジアップを武器に30試合に登板、5勝を挙げた。全体に躍動感の溢れる本格派のフォームで一貫して上下動が軸になっており、バネの強さを感じさせる、あえて例えるなら若い頃の星野仙一を思わせる投球フォームであった。2年目の1981年の開幕直前、ジム・タイロンとの交換トレードで西武ライオンズに移籍。同年は5試合に登板するが、以降は故障の影響もあって一軍登板がなく、1983年限りで現役を引退。
引退後は横浜大洋ホエールズ打撃投手（1984年 - 1985年）を経て、帰郷して昭和町で「サン・バッティングセンター」を経営していた。

## 詳細情報

### 年度別投手成績
| 年 度     | 球 団     | 登 板 | 先 発 | 完 投 | 完 封 | 無 四 球 | 勝 利 | 敗 戦 | セ 丨 ブ | ホ 丨 ル ド | 勝 率 | 打 者 | 投 球 回 | 被 安 打 | 被 本 塁 打 | 与 四 球 | 敬 遠 | 与 死 球 | 奪 三 振 | 暴 投 | ボ 丨 ク | 失 点 | 自 責 点 | 防 御 率 | W H I P |
| --------- | --------- | ----- | ----- | ----- | ----- | -------- | ----- | ----- | -------- | ----------- | ----- | ----- | -------- | -------- | ----------- | -------- | ----- | -------- | -------- | ----- | -------- | ----- | -------- | -------- | ------- |
| 1980      | 南海      | 30    | 23    | 0     | 0     | 0        | 5     | 12    | 0        | --          | .294  | 570   | 120.0    | 144      | 34          | 71       | 0     | 6        | 62       | 0     | 0        | 92    | 86       | 6.45     | 1.79    |
| 1981      | 西武      | 5     | 4     | 0     | 0     | 0        | 0     | 1     | 0        | --          | .000  | 75    | 16.0     | 21       | 6           | 7        | 0     | 0        | 4        | 0     | 0        | 14    | 13       | 7.31     | 1.75    |
| 通算：2年 | 通算：2年 | 35    | 27    | 0     | 0     | 0        | 5     | 13    | 0        | --          | .278  | 645   | 136.0    | 165      | 40          | 78       | 0     | 6        | 66       | 0     | 0        | 106   | 99       | 6.55     | 1.79    |

### 記録
- 初登板：1980年4月6日、対近鉄バファローズ前期2回戦（藤井寺球場）、7回裏に3番手で救援登板、1回無失点
- 初奪三振：同上、7回裏に島本講平から
- 初先発・初勝利：1980年4月23日、対西武ライオンズ前期4回戦（大阪スタヂアム）、8回1/3を2失点

### 背番号
- 24 （1980年）
- 1 （1981年）
- 13 （1982年 - 同年途中）
- 51 （1982年途中 - 1983年）
- 64 （1984年 - 1985年）